# Kárpáti Ernő (operaénekes)
Kárpáti Ernő, (Budapest, 1931. január 9. – Budapest, 2013. június 11.) magyar operaénekes (bariton).

## Életpályája
Tanárai Possert Emilia, Lendvai Andor és Giuseppe Taddei voltak.
Pályafutását a Fővárosi Operettszínháznál kezdte bonvivánként. (Vők Iskolája – Döme, Kard és Szerelem, Ipafai Lakodalom)
A Magyar Néphadsereg Művészegyüttesének szólistájaként működött. (Erkel: Bánk Bán – Tiborc)
Hosszabb külföldi turné után (Olaszország) 1974-1988-ig a Magyar Állami Operaház magánénekese volt.

## Főbb szerepei
- Leoncavallo: Bajazzók – Silvio
- Rossini: A sevillai borbély – Doktor Bartolo
- Rossini: Hamupipőke – Don Magnifico
- Cimarosa: Titkos házasság – Geronimo
- Verdi: A végzet hatalma – Fra Melitone